# Ivanka pri Dunaji
Ivanka pri Dunaji es un municipio del distrito de Senec en la región de Bratislava, Eslovaquia, con una población estimada a final del año 2024 de 7247 habitantes.
Se encuentra ubicado al sureste de la región, en el valle del río Morava y cerca de la frontera con la región de región de Trnava y con Austria.

## Demografía
| Año        | 1994 | 2004     | 2014     | 2024     |
| ---------- | ---- | -------- | -------- | -------- |
| Población  | 4589 | 5402     | 6245     | 7247     |
| Diferencia |      | +17,71 % | +15,60 % | +16,04 % |

| Año        | 2023 | 2024    |
| ---------- | ---- | ------- |
| Población  | 7172 | 7247    |
| Diferencia |      | +1,04 % |